# 赵湘 (衢州)
赵湘（959年—993年），字叔灵，祖籍南阳，居衢州西安（今浙江衢州）。
淳化三年（992年）进士。官庐州庐江尉。淳化四年（993年）卒。因孫赵抃顯贵，追赠司徒。